# Sinonimia (figura retorica)
La sinonimia è una figura retorica di ripetizione che consiste nell'esprimere una stessa idea con più parole di senso affine, che possono essere sinonimi veri e propri oppure tropi. Corrisponde alla relazione di significato con lo stesso nome (vedi Sinonimia).
Naturalmente, si tratta in genere di equivalenza, non di identità perfetta di senso; anzi, è proprio la possibilità di variare leggermente il significato che spiega l'uso retorico della sinonimia: vedere e guardare, viso e volto.
La sinonimia si trova spesso in figure come la perifrasi, l'iperbole e l'enfasi e nelle varie forme della ripetizione, ed è caratteristica importante della climax e dell'anticlimax, in cui i membri in successione sono frequentemente sinonimi. Si unisce anche alla correctio.
Esempi:
In forma di epifora: populus Romanus Numantiam delevit, Karthaginem sustulit, Corinthum disiecit, Fregellas evertit.
In forma di climax: Veloce? È un razzo, una scheggia, un fulmine!
Una forma particolare e diffusissima di ripetizione sinonimica è la dittologia, unione di due parole complementari e simili per significato: congiunge e unisce (Dante), a passi tardi e lenti (Petrarca). 
Ci sono dittologie rese fisse dall'uso e spesso memorizzabili grazie all'allitterazione: grandi e grossi, come mi pare e piace.
Un'altra forma particolare di sinonimia è l'interpretazione (interpretatio) o glossa: con uno o più sinonimi si chiarisce un'espressione ritenuta difficile.